# Vlag van Alajuela

Vlag van Alajuela

De vlag van Alajuela bestaat uit het wapen van Alajuela op een witte achtergrond.
Het wapen toont een schild met daarop een frygische muts, een liberaal-republikeins symbool dat teruggaat tot de Franse Revolutie, de Amerikaanse Onafhankelijkheidsoorlog en de vrijgelaten slaven in het Romeinse Rijk. Verder bevat het wapen een fakkel (een symbool van vrijheid) en de kleuren van de Costa Ricaanse vlag. Het schild wordt omringd door maïstakken en draagt een muurkroon.